# Anguilla Tennis Academy
Anguilla Tennis Academy – państwowy kompleks tenisowy w Blowing Point na Anguilli. Posiada w sumie 6 kortów, które otaczają jeden stadion na 2000 osób, a także salę prasową oraz „Palm Court”. Kompleks tenisowy był zbudowany w 2007 i zajmuje 7235 m².